# Терми Костянтина (Арль)

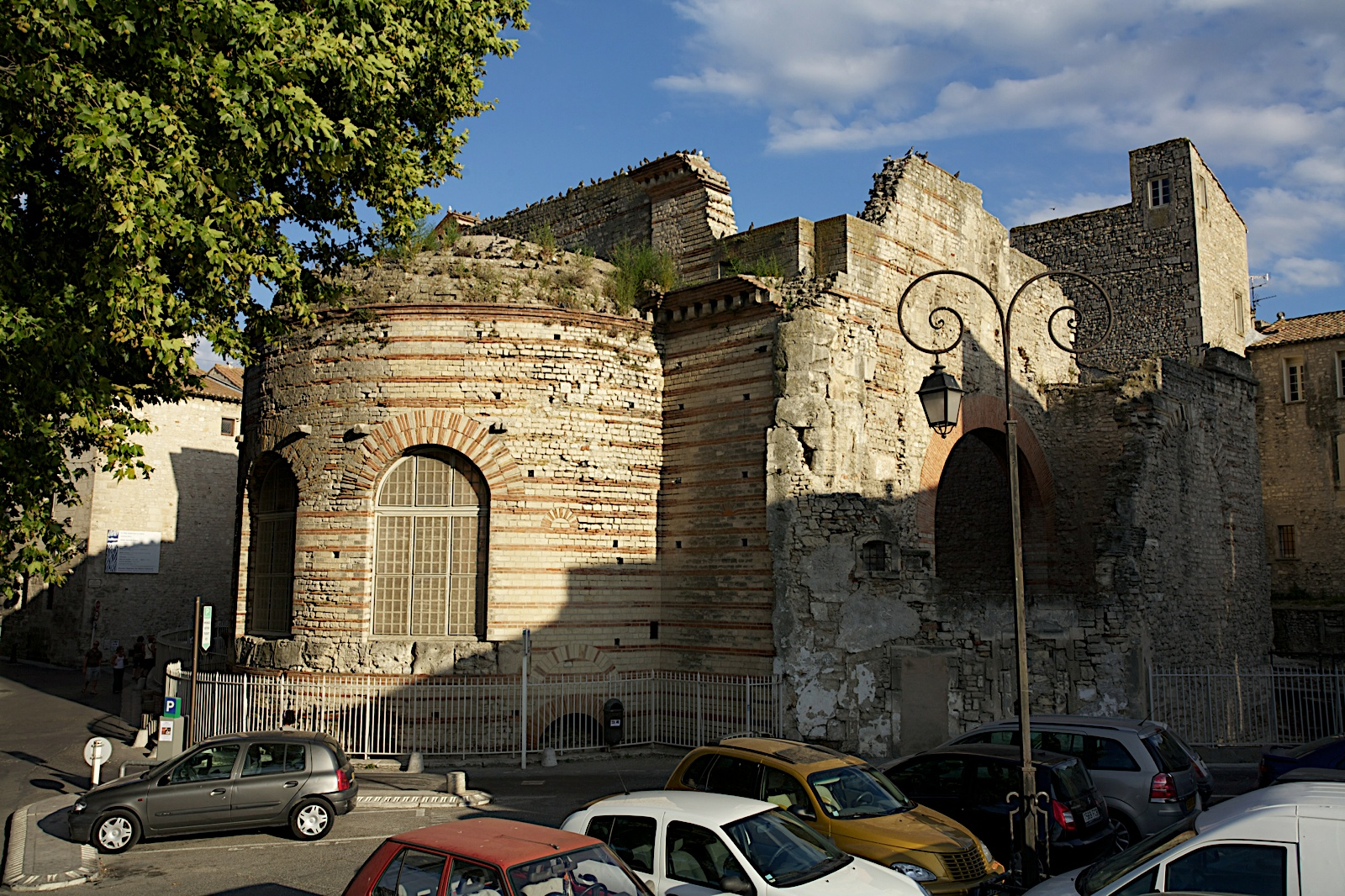
Терми Костянтина

Терми Костянтина — громадські терми, що були зведенні за наказом римського імператора Костянтина I у місті Арль (натепер Франція). Разом з термами Клюні в Парижі є найкращими римськими термами Франції, що збереглися до сьогодення.

## Історія
На початку IV століття римський імператор Костянтин I Великий після домовленостей з імператором Ліцинієм I мав резиденцію в Арлі, називав це місто другою столицею своєї держави.
Терми в Арлі були побудовані на березі Рони, на відстані 250 м на північний захід від амфітеатру. Залишки терм були виявлені в XVI ст. під час вивчення місцевими істориками будівель уздовж набережної річки. Помилково руїни вважалися за залишки імператорського палацу і протягом декількох століть називали їх «Пале-де-ла-Труй». У XIX столітті, коли руїни частково розчистили, було встановлено дійсне призначення цієї будівлі. Південна частина терм лежить під землею, а північна була розчищена у XX ст. Тоді ж над колишніми печами був споруджено навіс, а самі залишки терм було відкрито для відвідувань туристами.

## Опис
Було споруджено за класичним планом терм у Римі. Натепер серед руїн терм Костянтина в Арлі можна побачити залишки кількох приміщень: кальдарія (місця прийому гарячих ванн), тепідарія (залу з теплими ваннами), лаконіум (залу з сухою парою), а також гіпокауста — двошарової підлоги, під якою йшло нагріте печами повітря, під настилом перебували колони, складені з плиток цегли. Тепідарій розташовувався в напівкруглій апсиді з 3 вікнами (збереглася дотепер), а фригідарій (басейн з холодною водою) не зберігся.